# 결합상표
결합상표(結合商標)는 외국 유명 상표를 국내에 들여와 만든 제품과 순수 외제 상품과를 구분 가능하도록 제품생산 지역이나 메이커를 함께 표시하는 상표이다. 우리나라에서는 외국 상표의 사용 기준을 고쳐 결합 상표와 사용을 의무화하도록 했다. 이 같은 방침은 외국 상품표를 붙인 제품을 외제인 것처럼 높은 가격으로 판매하는 것을 제도적으로 방지하는 데 목적이 있다.